# نجلا الرياشي
نجلا الرياشي  (الخنشارة 1961)، هي زوجة السفير بطرس عساكر. عُيّنت وزيرة للتنمية الادارية في حكومة الرئيس نجيب ميقاتي.

## حياتها
ولدت في  الخنشارة 1961، وهي متزوجة من السفير بطرس عساكر.وهي حائزة على شهادة في العلوم السياسية والادارية من جامعة القديس يوسف في بيروت عام 1981 وشهادة في التاريخ والجغرافيا من جامعة القديس يوسف في بيروت 1982. تتقن العربية، الفرنسية، الإنجليزية والايطالية.

## أهم المناصب
- سفيرة في وزارة الخارجية والمغتربين حتى أيلول 2021
- مديرة مكتب وزير الخارجية والمغتربين منذ ايار 2012 ايلول 2020
- مديرة المراسم في وزارة الخارجية والمغتربين شباط 2018 - آب 2020
- سفيرة، المندوبة الدائمة للبنان لدى الامم المتحدة والمنظمات الدولية في جنيف تموز 2007 - تشرين الأول 2017.
- سفيرة، رئيسة فرع الشراكة الاورومتوسطية، وزارة الخارجية والمغتربين 2003 - 2007
- رقيت إلى رتبة سفير في تموز 2003.
- عينت قنصل لبنان العام في إسطنبول 2002 - 2003.
- مستشارة في سفارة لبنان لدى الكرسي الرسولي ومنظمة فرنسان مالطا ذات السيادة 1992 - 2000
- حائزة على وسام من الجمهورية الايطالية ووسام من منظمة فرسان مالطا ذات السيادة.[3]